# Talang Ubi Timur
Talang Ubi Timur is een bestuurslaag in het regentschap Muara Enim van de provincie Zuid-Sumatra, Indonesië. Talang Ubi Timur telt 8113 inwoners (volkstelling 2010).